# Flexbourg
Flexbourg (Duits :Flexburg) is een gemeente in het Franse departement Bas-Rhin (regio Grand Est) en telt 453 inwoners (2005). De plaats maakt deel uit van het arrondissement Molsheim.

## Geografie
De oppervlakte van Flexbourg bedraagt 1,7 km², de bevolkingsdichtheid is 266,5 inwoners per km².
De onderstaande kaart toont de ligging van Flexbourg met de belangrijkste infrastructuur en aangrenzende gemeenten.

## Demografie
Onderstaande figuur toont het verloop van het inwonertal (bron: INSEE-tellingen).